# Братков, Антон Викторович
Анто́н Ви́кторович Братко́в (укр. Антон Вікторович Братков, род. 14 мая 1993, Кировоград) — украинский футболист, защитник клуба «Пюник».

## Биография
Родился в Кировограде, где и начал заниматься футболом в местной ДЮСШ-2. Первый тренер — Виктор Квасов. В 2006 году перебрался в Киев, где сначала выступал за «Отрадный», а позже был принят в ДЮФШ «Динамо» им. В. Лобановского, в команде которой стал основным центральным защитником (58 игр и 3 гола в ДЮФЛ Украины). Летом 2010 года стал игроком молодёжного состава «Динамо». В первом же сезоне стал ключевым игроком и капитаном молодёжной команды. Всего в молодёжном первенстве за «Динамо» провёл 85 игр и забил два гола, а также отыграл одну игру и забил один гол в юношеском чемпионате.
Летом 2013 года тренер дубля «Динамо» Александр Хацкевич был назначен главным тренером выступавшего в первой лиге Украины «Динамо-2». Вместе с ним во вторую команду отправился и ряд игроков «молодёжки», в том числе и Братков. В «Динамо-2» выступал на протяжении трёх сезонов, покинул команду после её расформирования летом 2016 года. После этого подписал контракт с ровненским «Вересом», в составе которого ни разу не появился на поле, 4 раза попав в заявку, и уже в августе 2016 года покинул клуб. В сентябре того же года стал игроком черниговской «Десны», в составе которой в 2017 году стал серебряным призёром первой лиги.
Зимой 2018 года перешёл в кропивницкую «Звезду», выступавшую в премьер-лиге. Дебютировал в элитном дивизионе 18 февраля 2018 года, выйдя в стартовом составе в домашнем матче против «Мариуполя», однако, уже летом покинул команду, после её вылета в первую лигу

### Сборная
С 2008 по 2014 год выступал за юношеские сборные Украины всех возрастных категорий. В 2012—2014 годах вызывался в молодёжную сборную.

## Достижения
- Серебряный призёр первой лиги Украины: 2016/17